# Ochlesis levetzowi
Ochlesis levetzowi is een vlokreeftensoort uit de familie van de Ochlesidae. De wetenschappelijke naam van de soort is voor het eerst geldig gepubliceerd in 1953 door Schellenberg.